# Lanthan(III) chloride
Lanthan(III) chloride là một hợp chất vô cơ với công thức hóa học LaCl3. Đây là một loại muối thông thường nhưng chủ yếu được sử dụng trong nghiên cứu. Nó là một chất rắn màu trắng rất tan trong nước và alcohol.

## Cấu trúc
Cấu trúc của lanthan(III) chloride cũng tương tự như urani(III) chloride.

## Điều chế và phản ứng
Nó hình thành khi kết hợp các nguyên tố, nhưng một phương pháp thường sử dụng thường dùng là nung nóng hỗn hợp lanthan(III) oxit và amoni chloride ở 200–250 ℃:
La2O3 + 6NH4Cl → 2LaCl3 + 6NH3 + 2H2O
Từ trichloride, ta có thể tạo ra trihalogenua khác bằng phản ứng trao đổi. Khử với kali tạo ra lanthan.

## Ứng dụng
Lanthan(III) chloride không có nhiều ứng dụng. Một ứng dụng là tạo kết tủa phosphat từ dung dịch, ví dụ: trong bể bơi để ngăn sự phát triển tảo. Lanthan(III) chloride cũng được sử dụng trong nghiên cứu sinh hóa để ngăn chặn hoạt động của các cation hóa trị hai, chủ yếu là các chất của calci. Pha tạp với xeri, nó được sử dụng làm chất nhấp nháy.
Trong tổng hợp hữu cơ, lanthan(III) chloride hoạt động như một axit Lewis để chuyển aldehyde thành acetan.
Hợp chất này đã được xác định như một chất xúc tác cho việc clo hóa của metan thành clorometan với axit clohydric và oxy.
Hợp chất này cũng được sử dụng trong máy dò gamma.
Nó cũng thường được sử dụng như một chất ức chế ion hóa trong quang phổ phát xạ nguyên tử.